# Твін-Брукс (Південна Дакота)
Твін-Брукс (англ. Twin Brooks) — місто (англ. town) в США, в окрузі Ґрант штату Південна Дакота. Населення — 47 осіб (2020).

## Географія
Твін-Брукс розташований за координатами 45°12′32″ пн. ш. 96°47′8″ зх. д. / 45.20889° пн. ш. 96.78556° зх. д. (45.208974, -96.785505).  За даними Бюро перепису населення США в 2010 році місто мало площу 1,05 км², уся площа — суходіл.

## Демографія
Згідно з переписом 2010 року, у місті мешкало 69 осіб у 27 домогосподарствах у складі 19 родин. Густота населення становила 66 осіб/км².  Було 31 помешкання (30/км²).
Расовий склад населення:
| - 100,0 % — білих |

До двох чи більше рас належало 0,0 %. Частка іспаномовних становила 0,0 % від усіх жителів.
За віковим діапазоном населення розподілялося таким чином: 24,6 % — особи молодші 18 років, 63,8 % — особи у віці 18—64 років, 11,6 % — особи у віці 65 років та старші. Медіана віку мешканця становила 38,8 року. На 100 осіб жіночої статі у місті припадало 137,9 чоловіків;  на 100 жінок у віці від 18 років та старших — 126,1 чоловіків також старших 18 років.
Середній дохід на одне домашнє господарство  становив 53 275 доларів США (медіана — 55 000), а середній дохід на одну сім'ю — 60 225 доларів (медіана — 58 750). 
Цивільне працевлаштоване населення становило 29 осіб. Основні галузі зайнятості: виробництво — 24,1 %, роздрібна торгівля — 17,2 %, науковці, спеціалісти, менеджери — 17,2 %.